# Pearsonothuria graeffei
Pearsonothuria · Holothurie rayée
Genre
Espèce
Synonymes
- Bohadschia drachi Cherbonnier, 1954[1]
- Bohadschia graeffei (Semper, 1868)[1]
- Holothuria Gräffei Semper, 1868[1]
- Stichopus troschelii Müller, 1854[1]

Statut de conservation UICN

 LC  : Préoccupation mineure
Pearsonothuria graeffei, unique représentant du genre Pearsonothuria et communément appelé l’Holothurie rayée, est une espèce de concombres de mer de la famille des Holothuriidae.

## Systématique
L'espèce Pearsonothuria graeffei a été initialement décrite en 1868 par le zoologiste allemand Karl Gottfried Semper (1832-1893) sous le protonyme de Holothuria Gräffei.
En 1984, le zoologiste russe Valery Semenovich Levin (d), dans une publication coécrite avec Vladimir I. Kalinin (d) et Valentin A. Stonik (d), crée le genre Pearsonothuria et renomme l'espèce Pearsonothuria graeffei.

## Description
C'est une holothurie d'aspect caractéristique, avec un corps allongé en cylindre (parfois légèrement aplati sur la face ventrale), arrondi aux deux extrémités. Cette holothurie peut mesurer jusqu'à 45 cm de long et 1,3 kg, mais fait plutôt 30 cm de long en moyenne.
Les adultes sont de couleur crème (du blanc au brun), parcourus de taches marron (formant plus ou moins deux bandes dorsales longitudinales) et parsemés de petits points noirs, ainsi que de lignes noires transversales et ondulées formant comme des rides. Les taches marron portent des papules coniques à pointe blanche. Le ventre est gris ponctué, avec des podia brunâtres. La bouche est entourée de 23 à 28 tentacules peltés noirs bordés de blanc.

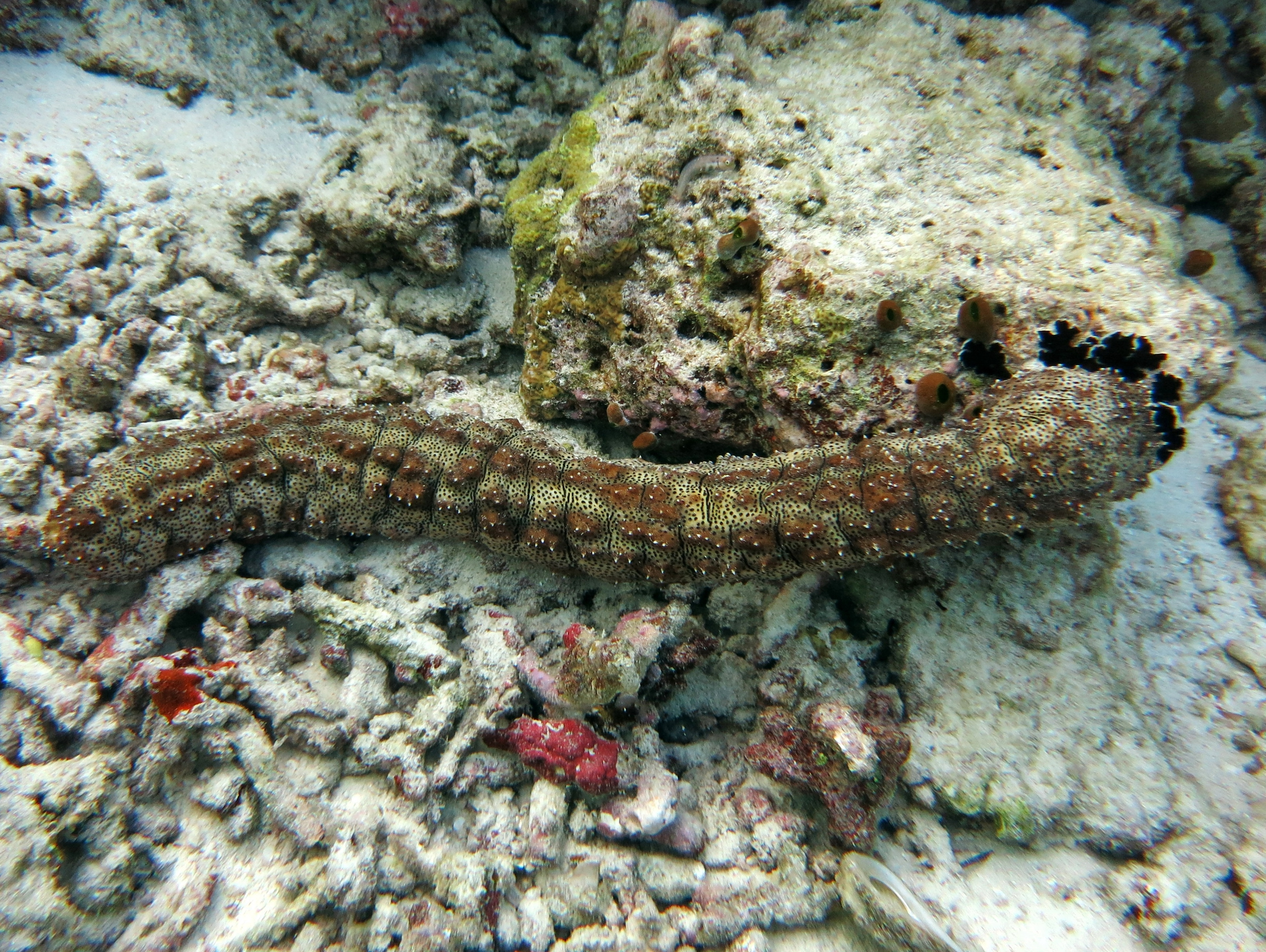
Spécimen adulte.
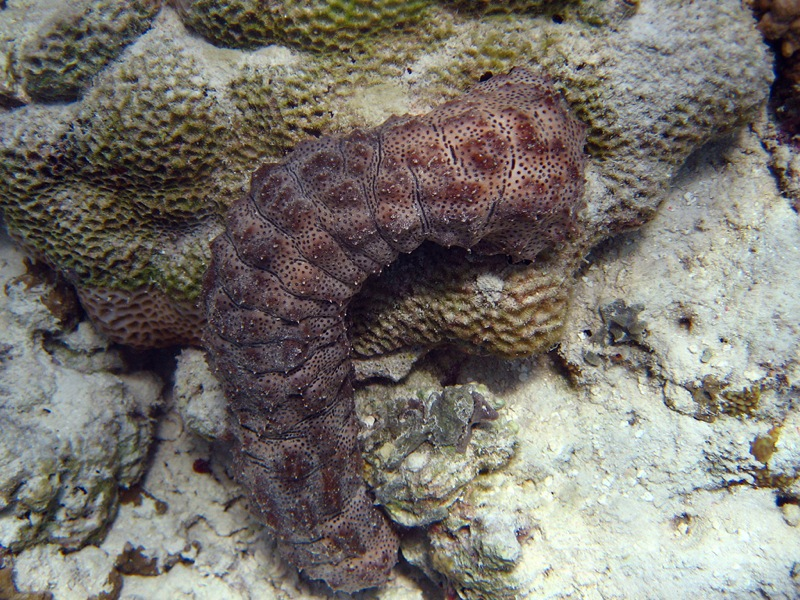
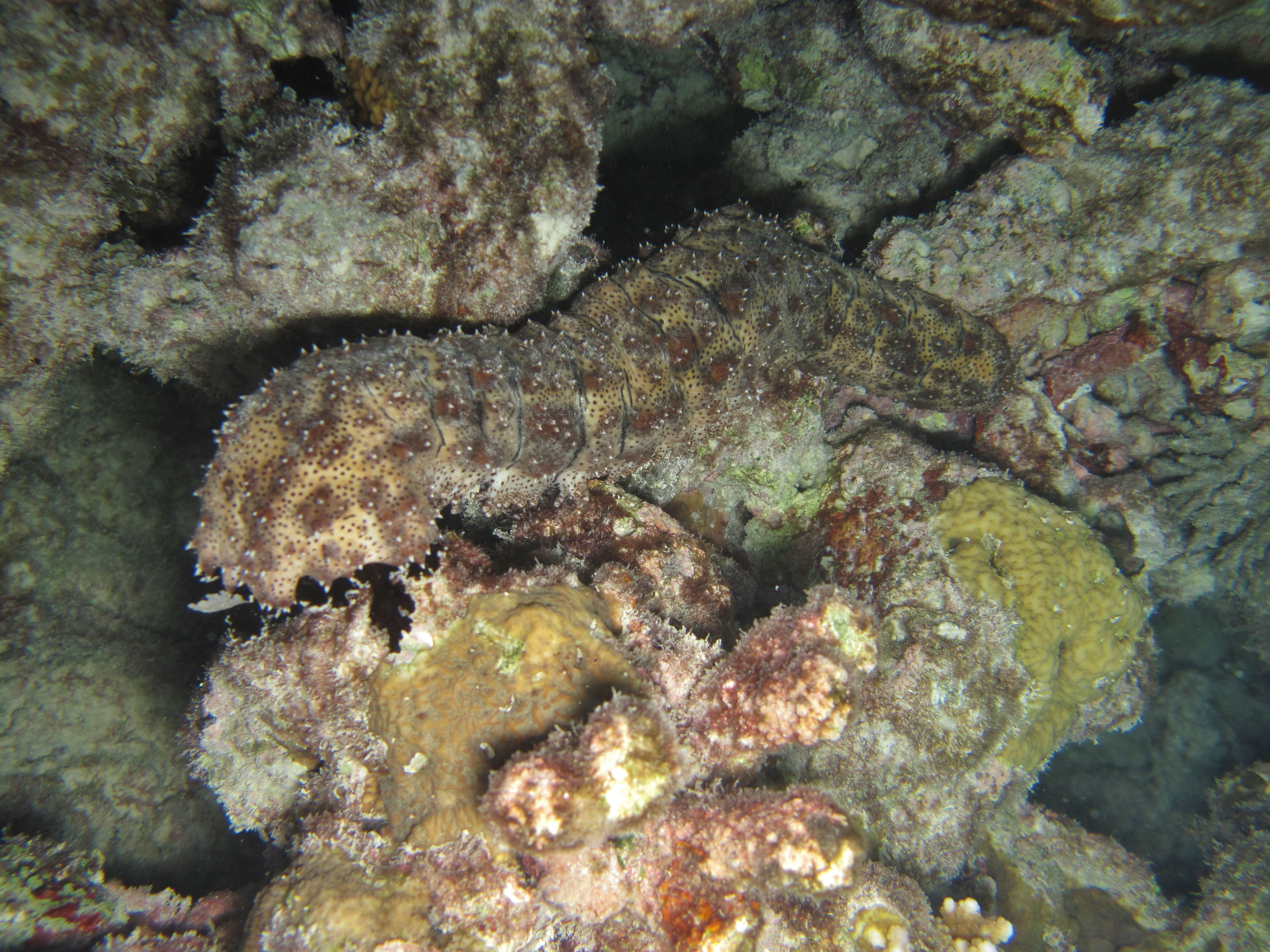
Spécimen des Maldives.
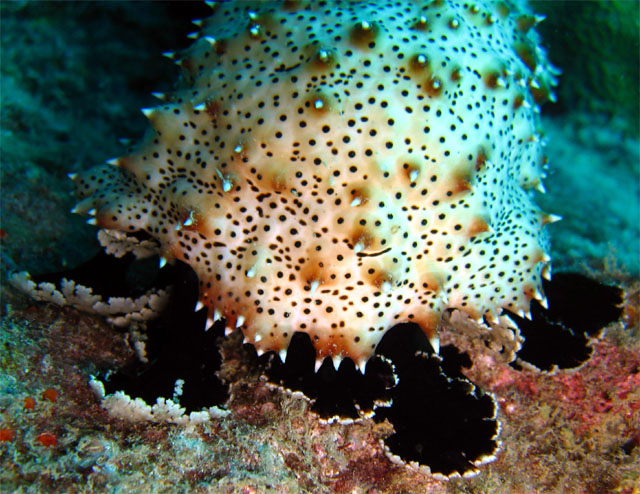
gros plan sur les tentacules.
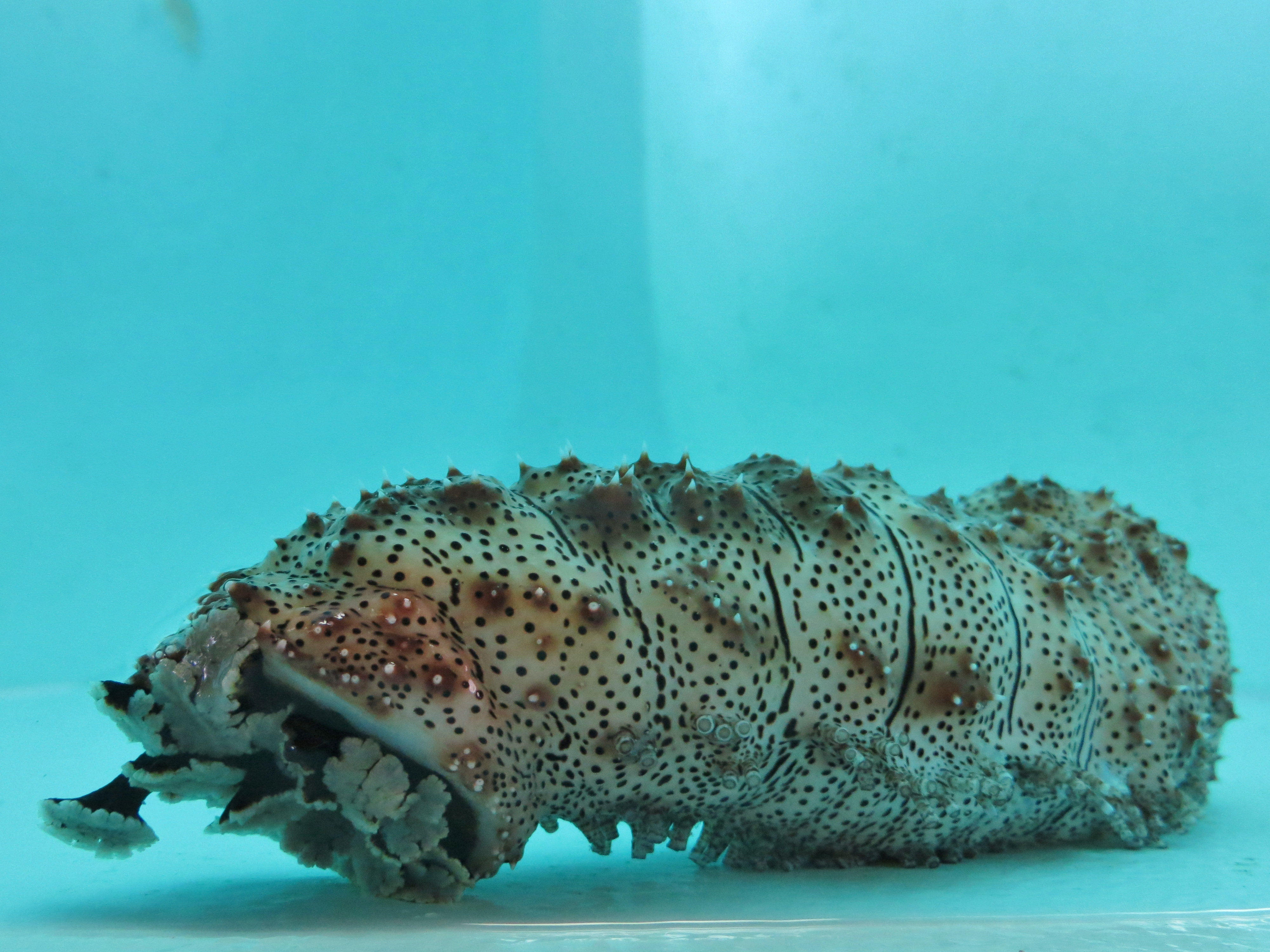
Spécimen en bassin.
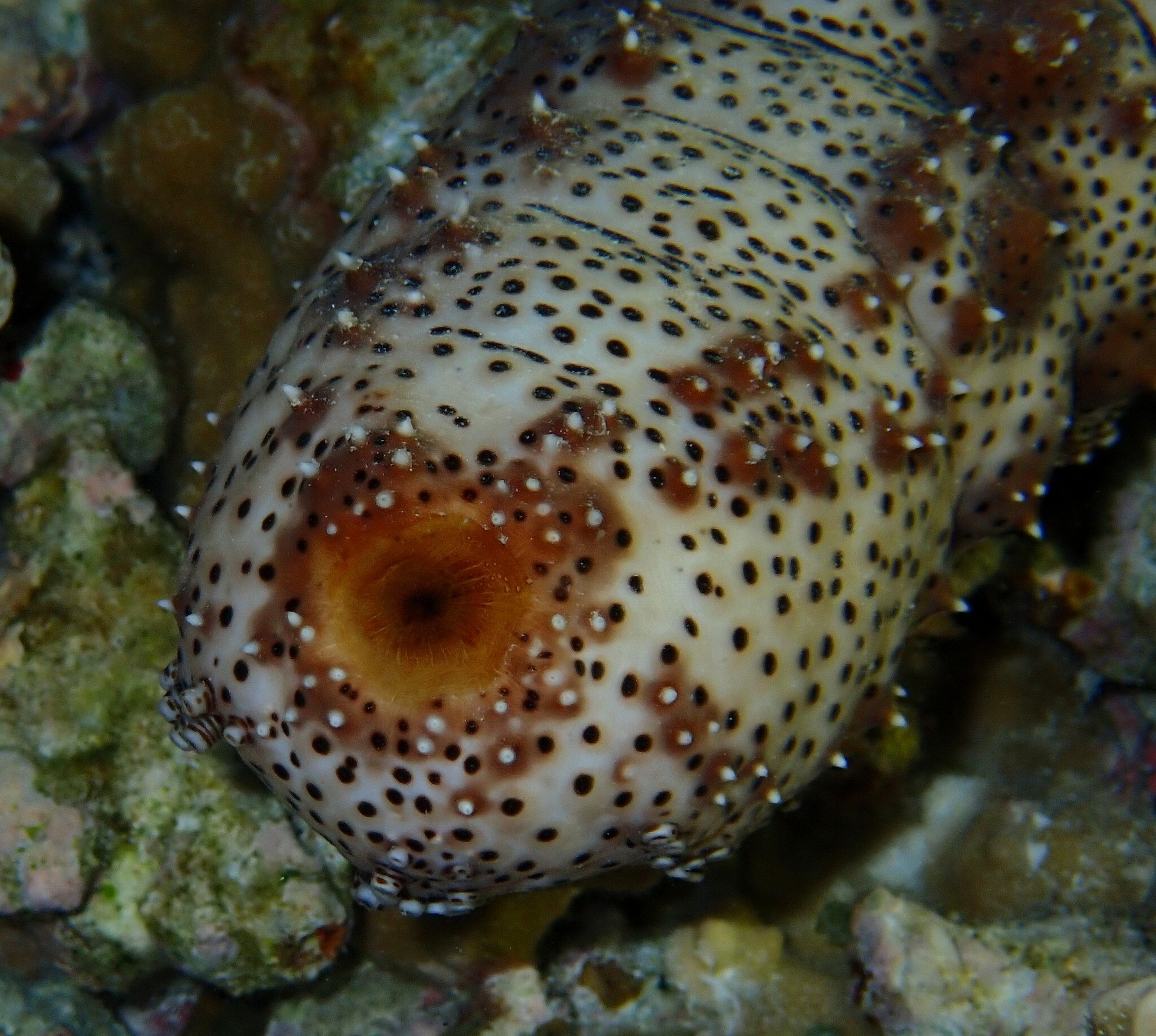
Cloaque.

Au contraire, les juvéniles sont blancs marqués d'épaisses lignes longitudinales noires et de taches jaune vif : cette robe imite les nudibranches toxiques de la famille des Phyllidiidae, et sert donc à dissuader les prédateurs.

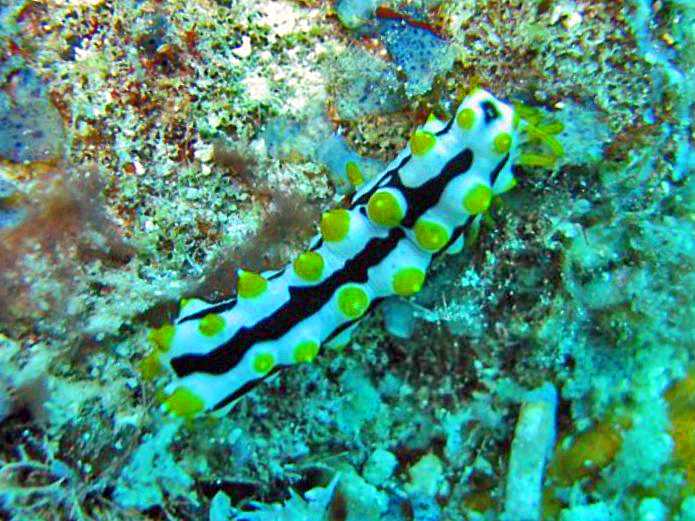
Pearsonothuria graeffei juvénile caractéristique.
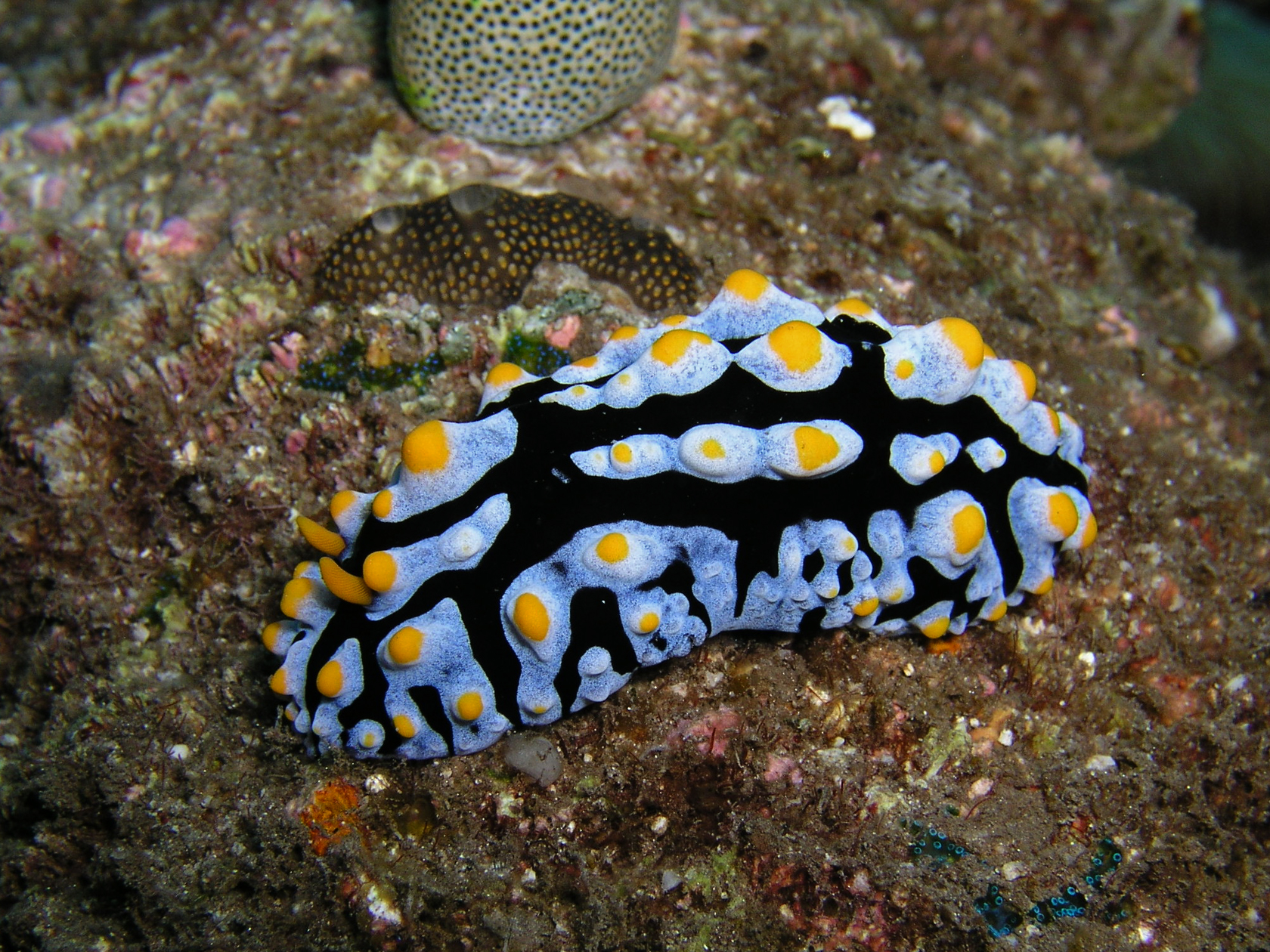
Phyllidia varicosa, un nudibranche d'allure très proche.

D'un point de vue squelettique, cette holothurie porte des ossicules en forme de bâtonnets au niveau des tentacules (20–90 μm), des rosettes (20–50 μm) et des pseudo-tables (30–65 μm) dans le tégument du dos et du ventre, et des rosettes complexes dans les podia, ressemblant à celles du tégument.

## Habitat et répartition
Cette espèce est assez largement répartie dans l'océan Indien tropical ainsi qu'en mer Rouge, et jusque dans le Pacifique occidental (de la Chine à la Nouvelle-Calédonie).
Espèce benthique, on la trouve posée sur le fond, principalement dans les lagons côtiers, sur fonds sableux peu profonds (entre 1 et 25 m de profondeur).
C'est toutefois une rencontre relativement rare et le plus souvent isolée. Cependant, dans certains sites où les espèces à forte valeur commerciale sont surpêchées (comme aux Maldives), cette espèce peut devenir la plus commune.

## Écologie et comportement

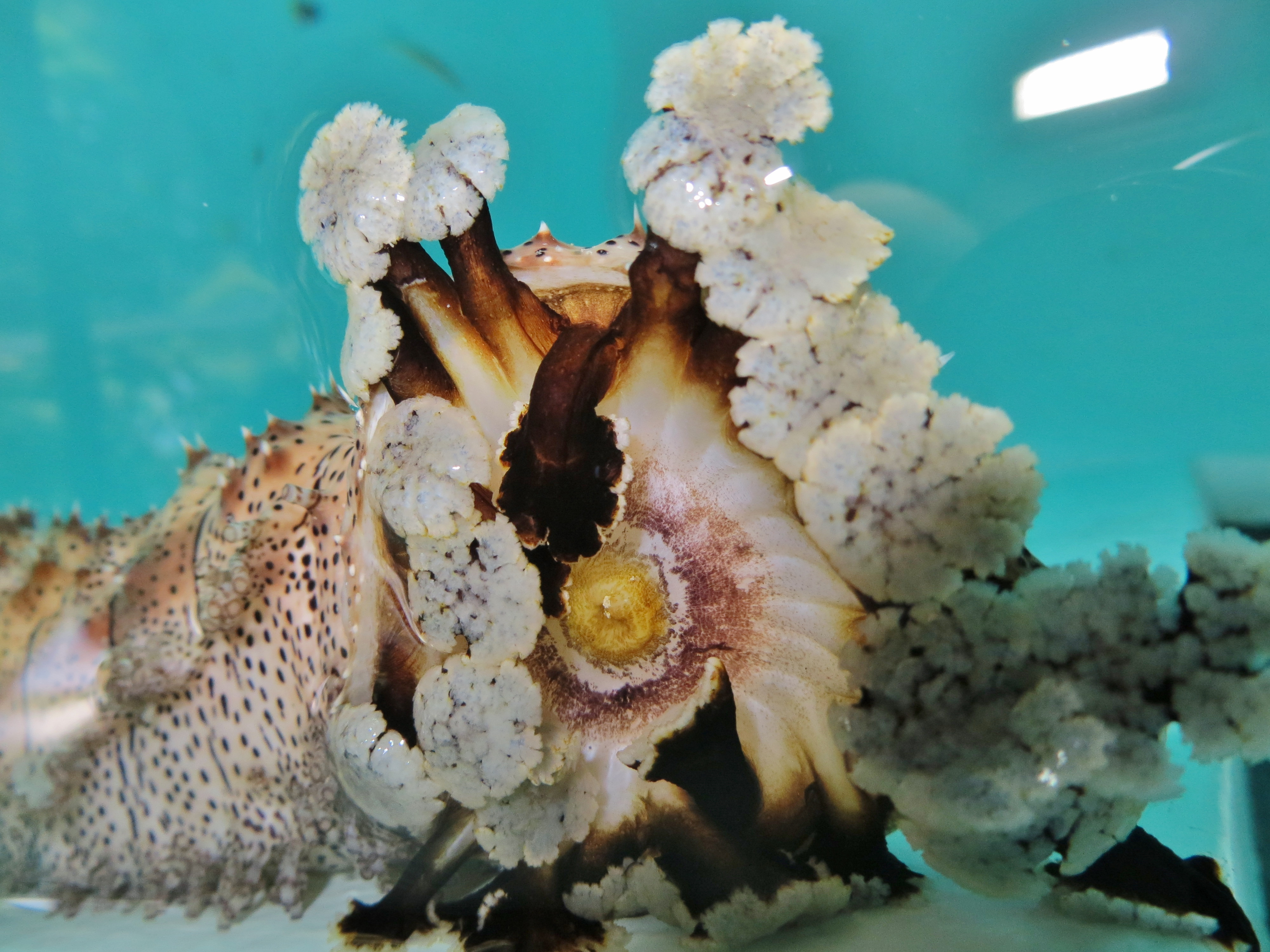
Détail de la bouche, entourée de ses tentacules peltés.

### Alimentation
Comme toutes les holothuries de son ordre, cette espèce se nourrit en ingérant le substrat déposé sur le fond, qu'elle trie grossièrement et porte à sa bouche à l'aide de ses tentacules buccaux pour en digérer les particules organiques.

### Reproduction

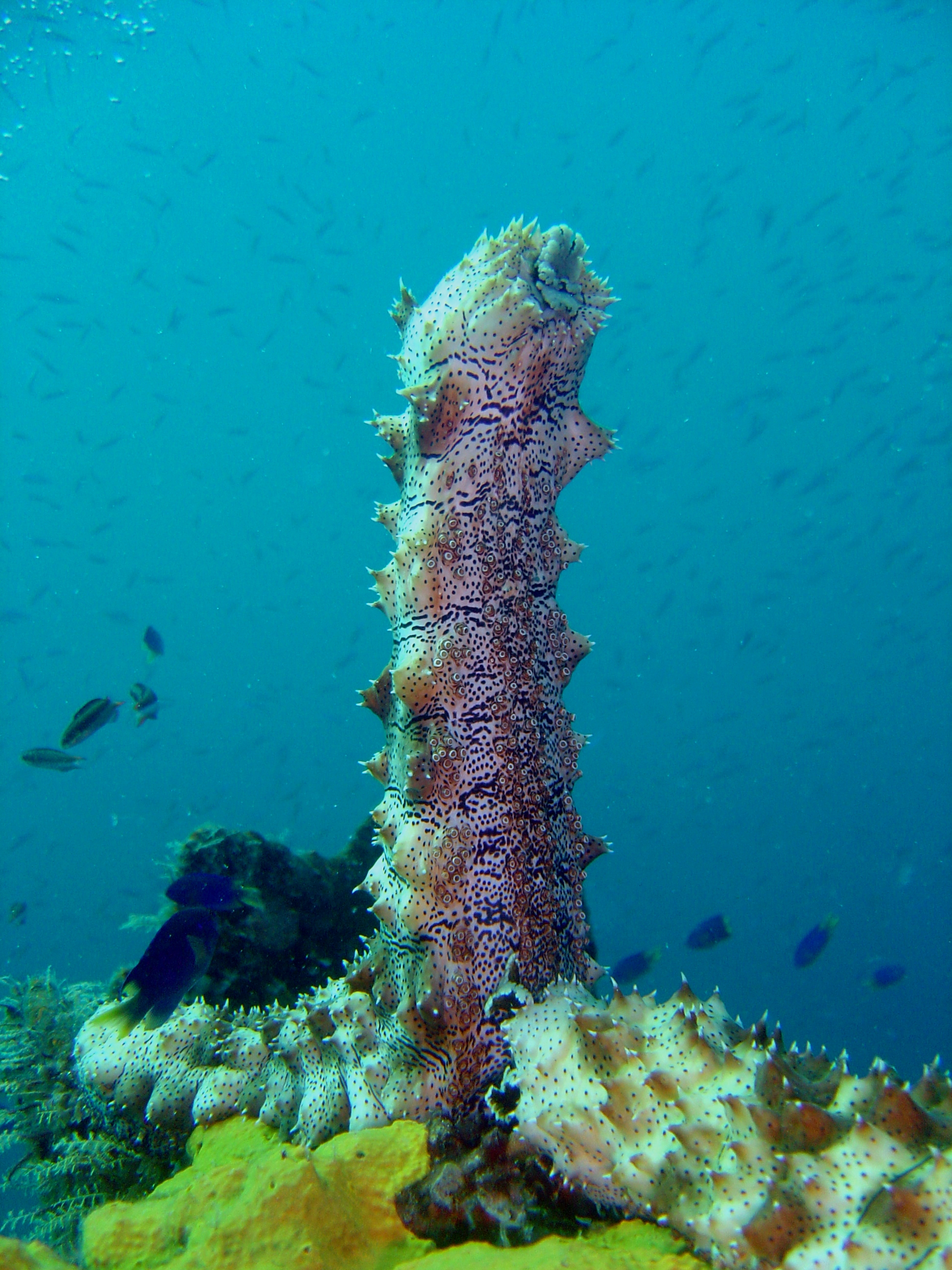
En position de reproduction.

La reproduction est sexuée et la fécondation a lieu en pleine eau (entre novembre et février) après émission synchronisée des gamètes mâles et femelles (les holothuries adoptent alors une position érigée caractéristique). La larve évolue parmi le plancton pendant quelques semaines avant de se fixer pour entamer sa métamorphose.

## Vie associée
Un poisson perle, Carapus boraborensis, peut être symbiotique de cette holothurie, vivant dans son anus.

## Pearsonothuria graeffeiet l'Homme
Cette holothurie est munie de tubes de Cuvier, mais semble ne s'en servir qu'exceptionnellement.
Cette espèce est comestible et consommée ponctuellement dans certains pays où les holothuries de peu de valeur commerciale sont exploitées. Cette espèce est aussi vendue sur certains marchés du sud-est asiatiques comme trepang de second choix et sa valeur commerciale est relativement faible.
Comme cette espèce est relativement répandue et d'un intérêt commercial limité, elle n'est pas considérée comme une espèce en danger par l'UICN.

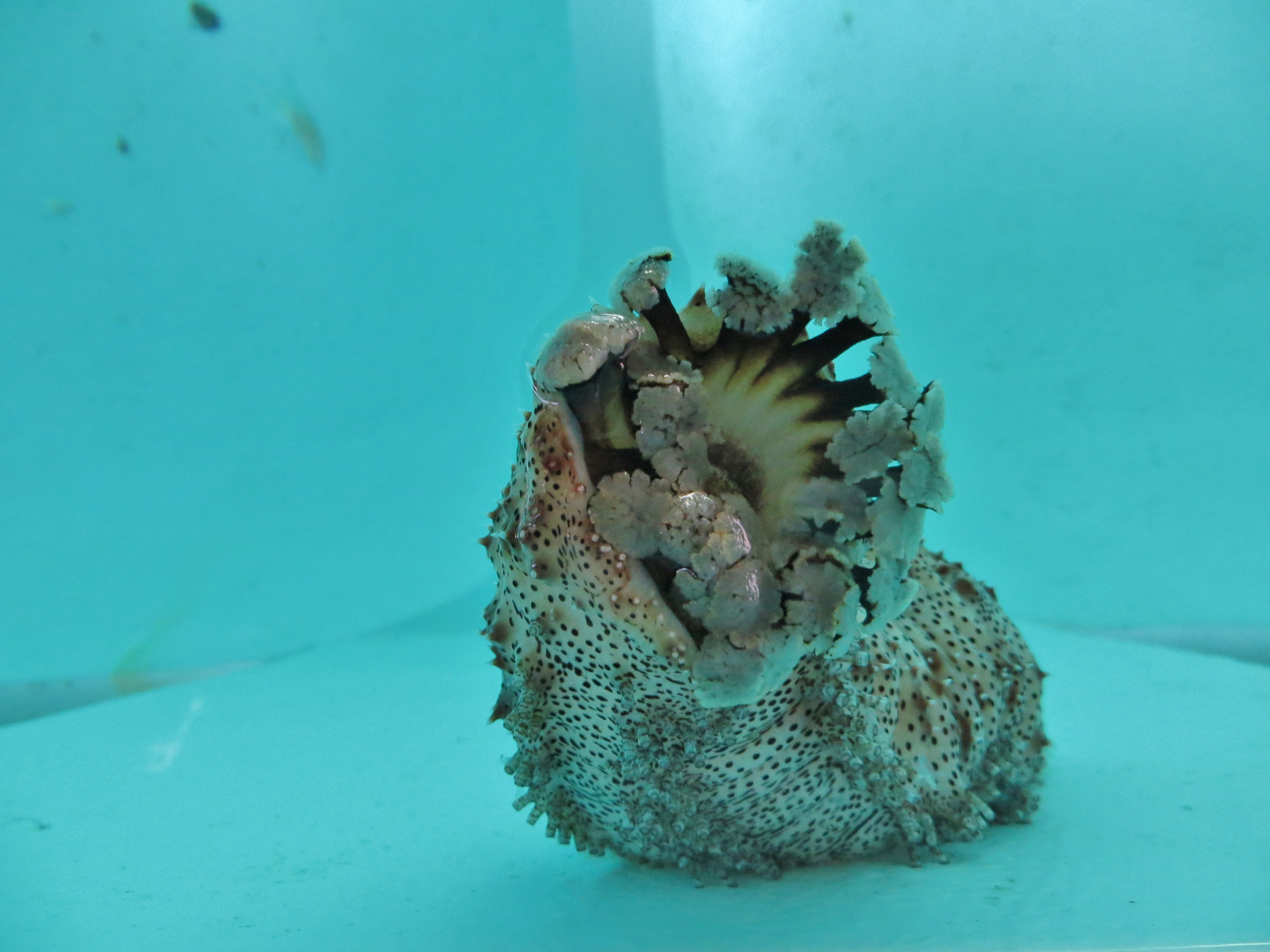